# Batalla de Kabul (1992-1996)
La batalla de Kabul (1992-1996) se refiere a una serie de batallas intermitentes y asedios sobre la ciudad de Kabul durante el período de 1992-1996.
A lo largo de la guerra soviético-afgana de 1979 a 1989, y la posterior guerra civil (1989-1992) la ciudad de Kabul vio pocos combates. El colapso del régimen de Mohammad Najibullah en abril de 1992 condujo a un tratado de paz entre los partidos políticos afganos. Pero poco después, los comandantes indisciplinados de las antiguas filas muyahidines y comunistas comenzaron a competir por el poder, instigados por potencias extranjeras, a saber, Pakistán, Arabia Saudita, Irán y Uzbekistán, que comenzaron a armar a sus representantes afganos para luchar por el control y la influencia.

## Antecedentes
Con la desintegración de la Unión Soviética en 1991, el gobierno de Najibullah apoyado por los soviéticos perdió credibilidad. En 1992, Rusia acordó poner fin a los envíos de combustible a Afganistán, lo que provocó el colapso del régimen de Najibullah. En abril de 1992, el general Abdul Rashid Dostum desertó a las fuerzas de Ahmad Shah Masud, y comenzó a tomar el control de Kabul. Para el 14 de abril de 1992, Masud y sus fuerzas tomaron el control de Charikar y Jabalussaraj en la provincia de Parwan sin combates significativos. En este punto, se informó que Massoud tenía aproximadamente 20 000 tropas estacionadas alrededor de Kabul. También se informó que la segunda división del gobierno se había unido a Massoud. El general Mohammad Nabil Azimi procedió entonces a reforzar la base aérea de Bagram y envió más refuerzos al perímetro exterior de Kabul. A mediados de abril, el comando de la fuerza aérea en Bagram capituló ante Massoud. Sin un ejército que lo defendiera, Kabul se había vuelto completamente indefenso.
Tan pronto como anunció su voluntad, el 18 de marzo, de renunciar para dar paso a un gobierno interino neutral, Najibullah inmediatamente perdió el control. A medida que el gobierno se dividió en varias facciones, la cuestión era cómo llevar a cabo una transferencia de poder a un nuevo gobierno. Najibullah intentó huir de Kabul el 17 de abril, pero fue detenido por las tropas de Dostum, que controlaban el Aeropuerto Internacional de Kabul. Najibullah luego se refugió en la misión de las Naciones Unidas, donde permaneció hasta 1995. Un grupo de generales y funcionarios de Parchami se declararon un gobierno interino con el propósito de entregar el poder a la fuerza militar dominante y más popular: Massoud.
Massoud dudó en entrar en Kabul, esperando que los partidos políticos alcanzaran primero un acuerdo de paz y reparto de poder. En abril de 1992, se firmó el Acuerdo de Peshawar. Estipulaba que se formaría un gobierno interino con un consejo supremo de dirección. Una presidencia transitoria fue dada a Sibghatullah Mojaddedi durante dos meses, después de lo cual Burhanuddin Rabbani lo sucedería. Gulbudin Hekmatiar recibió el puesto de primer ministro, pero no aceptó esta posición ya que no quería compartir el poder y Pakistán lo instaba a tomar el poder para sí mismo. Massoud, en una conversación grabada, trató de convencer a Hekmatyar de unirse al acuerdo de paz y no entrar en Kabul. Pero Hekmatyar respondió que entraría en la capital con «nuestra espada desnuda. Nadie puede detenernos». Las fuerzas Hezbi Islami de Hekmatyar comenzaron a infiltrarse en Kabul. Esto obligó a Massoud a avanzar sobre la capital para preservar el Acuerdo de Peshawar y evitar el establecimiento de una dictadura hekmatyar.
Once grupos armados entraron en total en Kabul y sus alrededores, entre ellos los siete muyahidines afganos sunitas; el Movimiento Islámico Chií de Asif Mohseni y Hezbe Wahdat de Abdul Ali Mazari; y el Junbish-i Milli del ex comunista Abdul Rashid Dostum. Los diferentes grupos entraron en la ciudad en diferentes direcciones. Hezb-i Islami hizo el primer movimiento y entró en la ciudad desde el sur. Con soldados armados y financiados por Pakistán, Hekmatyar había pedido a otros grupos como Harakat-Inqilab-i-Islami y la facción Khalis que se unieran a él mientras entraban en Kabul, pero rechazaron su oferta y en su lugar respaldaron el Acuerdo de Peshawar. Jamiat-i Islami se había apoderado de una gran cantidad de armas mientras invadía las guarniciones comunistas en Bagram, Charikar, Takhar, Kunduz, Fayzabad y otras ciudades del norte. Además de eso, todas las fuerzas de Junbish-i Milli se habían alineado con el Jamiat, y el antiguo gobierno comunista de Afganistán había decidido entregar todas sus armas a Jamiat, en lugar de Hezb. Todos los parchamis habían huido al extranjero a través de las zonas controladas por Jamiat. Jamiat se había apoderado de enormes reservas de armas pesadas como tanques T-62 y T-55, misiles Scud y MiG-21.
Las fuerzas Hezb de Hekmatyar estaban muy lejos de puntos clave de la ciudad, como el palacio presidencial, la oficina del primer ministro, el Aeropuerto Internacional de Kabul, el Ministerio de Defensa y muchas otras oficinas gubernamentales importantes. Gran parte de la ciudad se encuentra en la orilla norte del río Kabul. Las fuerzas Jamiat de Burhanuddin Rabbani rápidamente tomaron el control de estas oficinas estratégicamente importantes. Aunque las fuerzas de Hezb llegaron a las puertas del Ministerio de Justicia y tomaron el control del Ministerio del Interior, fueron rápidamente rechazadas después del bombardeo de la Fuerza Aérea Afgana, que fue apoyada por proyectiles de artillería disparados desde una torre de televisión sobre Jade Maiwand. Cientos de combatientes de Hezb fueron asesinados o tomados prisioneros, incluidos algunos combatientes extranjeros.
En el sector occidental de la ciudad, las fuerzas de Hezb cruzaron el río Kabul y llegaron a la orilla norte después de tomar el control del área de Karte Seh. Mientras cargaban hacia Kote Sangi y la Universidad de Kabul, las fuerzas de Sayyaf atacaron a las fuerzas de Hezb desde el área de la Escuela Ghazi en un movimiento sorpresa, y las fuerzas de Hezb se separaron en dos grupos después de ser aisladas por las tropas de Jamiat. A lo largo de la noche, las fuerzas agotadas y desmoralizadas de Hezbi Islami lucharon. Después de sufrir grandes bajas, las fuerzas de Hezb en la orilla sur abandonaron sus posiciones, huyendo de Kabul hacia Logar.
Kabul quedó completamente bajo el control del Estado Islámico el 30 de abril de 1992, pero la situación estaba lejos de estabilizarse. El Hezb-i Islami había sido expulsado, pero todavía estaban dentro del alcance de la artillería, y pronto comenzaron a disparar decenas de miles de cohetes suministrados por Pakistán contra la ciudad.
Cuando las fuerzas de Hekmatyar invadieron la prisión Pul-e-Charkhi, mientras aún estaban en el centro de Kabul, liberaron a todos los reclusos, incluidos muchos delincuentes que pudieron tomar las armas y cometer acciones espantosas contra la población. Con las instituciones gubernamentales colapsando o participando en la lucha entre facciones, mantener el orden en Kabul se volvió casi imposible. La escena estaba preparada para la siguiente fase de la guerra.

## Cronología

### 1992

#### Abril-mayo
El objetivo inmediato del gobierno interino era derrotar a las fuerzas que actuaban contra el acuerdo de paz (el Acuerdo de Peshawar), particularmente Hezb-i Islami de Hekmatyar (respaldado por Pakistán), pero más tarde incluir wahdat de Mazari (respaldado por Irán) y Junbish de Dostum (respaldado por Uzbekistán).
Las fuerzas de Jamiat y Shura-e Nazar entraron en la ciudad, con el acuerdo de Nabi Azimi y el comandante de la guarnición de Kabul, el general Abdul Wahid Baba Jan, de que entrarían en la ciudad a través de Bagram, Panjshir, Salang y el aeropuerto de Kabul. Muchas fuerzas gubernamentales, incluidos los generales, se unieron a Jamiat, incluidas las tropas del general Baba Jan, que en ese momento estaba a cargo de la guarnición de Kabul. El 27 de abril, todos los partidos principales habían entrado en la ciudad.
Mientras tanto, en el oeste de Kabul, un área que más tarde vería algunos de los combates más feroces y las mayores masacres de la guerra, las fuerzas en su mayoría pashtoon de Sayyaf comenzaron a entrar en la ciudad desde Paghman y Maidan Shar.
Como se mencionó anteriormente, Kabul quedó completamente bajo el control del gobierno interino el 30 de abril de 1992, y las esperanzas de una nueva era estaban aumentando. Pero la situación estaba lejos de estabilizarse. Los Hezb-i Islami habían sido expulsados, pero todavía estaban dentro del alcance de la artillería, y pronto comenzaron a disparar decenas de miles de cohetes contra la ciudad. Los combates entre Hezb-i Islami y Junbish ocurrieron en el área de Shashdarak de Kabul. El 5 y 6 de mayo de 1992, Hizb-i Islami sometió a Kabul a un bombardeo de artillería pesada, matando e hiriendo a un número desconocido de civiles. El 23 de mayo de 1992, a pesar de un alto el fuego, las fuerzas de Junbish-i Milli bombardearon las posiciones de Hizb-i Islami en Bini Hissar, Qalacha y Kart-iNau.
Las conversaciones de paz del 25 de mayo de 1992, originalmente acordaron dar a Hekmatyar el cargo de primer ministro. Sin embargo, esto duró menos de una semana después de que Hekmatyar intentara derribar el avión del presidente Sibghatullah Mojaddedi. Además, como parte de las conversaciones de paz, Hekmatyar exigía la salida de las fuerzas de Dostum, lo que habría inclinado la balanza.
El 30 de mayo de 1992, durante los combates entre las fuerzas de Junbish-i Milli y Hizb-i Islami en el sureste de Kabul, ambas partes utilizaron artillería y cohetes matando e hiriendo a un número desconocido de civiles. Se dijo que las fuerzas de Shura-e Nazar estaban alrededor del puesto aduanero en Jalalabad Road bajo el mando de Gul Haidar y Baba Jalandar, que también estaban activos en áreas como la universidad militar.

#### Junio-julio
En junio de 1992, según lo previsto, Burhanuddin Rabbani fue elegido presidente de Afganistán.
Desde el inicio de la batalla, Jamiat y Shura-e Nazar controlaron las áreas altas estratégicas, y por lo tanto fueron capaces de desarrollar un punto de vista dentro de la ciudad desde el cual las fuerzas de la oposición podrían ser atacadas. Hekmatyar continuó bombardeando Kabul con cohetes. Aunque Hekmatyar insistió en que solo las áreas del Consejo de la Jihad Islámica fueron atacadas, los cohetes cayeron principalmente sobre las casas de civiles inocentes de Kabul, un hecho que ha sido bien documentado. Los intercambios de artillería estallaron rápidamente, escalando a fines de mayo y principios de junio. Shura-i Nazar pudo beneficiarse inmediatamente de las armas pesadas dejadas por las fuerzas gubernamentales que huían o desertaban y lanzó cohetes contra las posiciones de Hekmatyar cerca del Puesto de Aduanas de Jalalabad, y en los distritos alrededor de Hood Khil, Qala-e Zaman Khan y cerca de la prisión de Pul-i Charkhi. El 10 de junio, se informó que las fuerzas de Dostum también habían comenzado bombardeos nocturnos de posiciones de Hezb-i Islami.
Particularmente notable en este período fue la escalada de la lucha en el oeste de Kabul entre las fuerzas chiíes wahdat apoyadas por Irán y las de la milicia wahabí Ittihad apoyada por Arabia Saudita. Wahdat estaba algo nervioso por la presencia de puestos de Ittihad que se desplegaron en áreas hazara como la escuela secundaria Rahman Baba. Según los informes de Nabi Azimi, que en ese momento era un gobernador de alto rango, los combates comenzaron el 31 de mayo de 1992, cuando cuatro miembros del liderazgo de Hezb-e Wahdat fueron asesinados cerca del Silo de Kabul. Los muertos fueron Karimi, Sayyid Isma'il Hosseini, Chaman Ali Abuzar y Vaseegh, los tres primeros miembros del comité central del partido. Después de esto, el automóvil de Haji Shir Alam, un alto comandante de Ittihad, fue detenido cerca de Pol-e Sorkh, y aunque Alem escapó, uno de los pasajeros murió. El 3 de junio de 1992, estallaron intensos combates entre las fuerzas de Ittihad-i Islami y Hizb-I Wahdat en el oeste de Kabul. Ambas partes utilizaron cohetes, matando e hiriendo a civiles. El 4 de junio, entrevistas con hogares hazara declararon que las fuerzas de Ittihad saquearon sus casas en Kohte-e Sangi, matando a seis civiles. Los tiroteos en este momento tuvieron un número de muertos de más de 100 según algunas fuentes. El 5 de junio de 1992, se informaron nuevos conflictos entre las fuerzas de Ittihad y Hizb-i Wahdat en el oeste de Kabul. Aquí, ambos bandos utilizaron artillería pesada, destruyendo casas y otras estructuras civiles. Según los informes, tres escuelas fueron destruidas por los bombardeos, y un número desconocido de civiles resultaron heridos o muertos. Se informó que hombres armados mataron a personas en tiendas cerca del zoológico de Kabul. El 24 de junio de 1992, el hospital de Jamhuriat, situado cerca del Ministerio del Interior, fue bombardeado y cerrado. Las fuerzas de Jamiat y Shura-e Nazar a veces se unieron al conflicto cuando sus posiciones fueron atacadas por las fuerzas de Wahdat y en junio y julio bombardearon posiciones de Hizb-i Wahdat a cambio. Las fuerzas de Harakat también a veces se unieron a la lucha.

#### Agosto-diciembre
En el mes de agosto, un bombardeo de proyectiles de artillería, cohetes y bombas de fragmentación mató a más de 2000 personas en Kabul, la mayoría de ellas civiles. El 1 de agosto el aeropuerto fue atacado por cohetes. Ciento cincuenta cohetes fueron lanzados al día siguiente, y según un autor, estos ataques con misiles mataron hasta 50 personas e hirieron a 150. En la madrugada del 10 de agosto, las fuerzas de Hezb-e Islami atacaron desde tres direcciones: Chelastoon, Darulaman y la montaña Maranjan. Un proyectil también impactó en un hospital de la Cruz Roja. El 10 y 11 de abril, casi mil cohetes impactaron partes de Kabul, incluidos unos 250 impactos en el aeropuerto. Algunos estiman que hasta 1000 personas murieron, con los ataques atribuidos a las fuerzas de Hekmatyar. Para el 20 de agosto se informó que 500 000 personas habían huido de Kabul. El 13 de agosto de 1992, se lanzó un ataque con cohetes contra Deh Afghanan en el que se utilizaron bombas de racimo. Ochenta murieron y más de 150 resultaron heridos, según informes de prensa. En respuesta a esto, las fuerzas de Shura-e Nazar golpearon Kart-I Naw, Shah Shaheed y Chiilsatoon con bombardeos aéreos y terrestres. En este contraataque, más de 100 personas murieron y 120 resultaron heridas.
Sin embargo, Hezb-i Islami no fue el único autor de bombardeos indiscriminados de civiles. Particularmente en Kabul occidental, Wahdat, Ittihad y Jamiat han sido acusados de atacar deliberadamente áreas civiles. Todas las partes utilizaron cohetes de no precisión como los cohetes Sakre y los lanzacohetes aerotransportados UB-16 y UB-32 S-5.
En noviembre, en un movimiento muy efectivo, las fuerzas de Hekmatyar, junto con guerrilleros de algunos de los grupos árabes, bloquearon una central eléctrica en Surobi, a 30 millas al este de Kabul, cortando la electricidad a la capital y cortando el suministro de agua, que depende de la energía. También se informó que sus fuerzas y otros muyahidines habían impedido que los convoyes de alimentos llegaran a la ciudad.
El 23 de noviembre, el ministro de Alimentos, Sulaiman Yaarin, informó que los depósitos de alimentos y combustible de la ciudad estaban vacíos. El gobierno estaba ahora bajo una fuerte presión. A finales de 1992 Hizb-i Wahdat se retiró oficialmente del gobierno y abrió negociaciones secretas con Hizb-I Islami. En diciembre de 1992, Rabbani pospuso la convocatoria de una shura para elegir al próximo presidente. El 29 de diciembre de 1992, Rabbani fue elegido presidente y acordó establecer un parlamento con representantes de todo Afganistán. También fue notable durante este mes la solidificación de una alianza entre Hezb-i Wahdat y Hezb-i Islami contra el Estado Islámico de Afganistán. Mientras Hizb-i Islami se unía a los bombardeos para apoyar a Wahdat, Wahdat llevó a cabo ofensivas conjuntas, como la de asegurar Darulaman. El 30 de diciembre de 1992, al menos un niño fue aparentemente asesinado en Pul-i Artan por un cohete BM21 lanzado desde las fuerzas de Hezb-i Islami en Rishkor.

#### Sobre los bombardeos
A lo largo de la guerra, el aspecto más devastador de la misma siguió siendo el bombardeo indiscriminado de la ciudad por Gulbudin Hekmatiar y más tarde Rashid Dostum. Aunque la mayoría de las partes participaron en bombardeos, algunos fueron más indiscriminados en sus ataques.
Como Jamiat-i controlaba las áreas altas estratégicas, estaban en mejores condiciones de apuntar a objetivos militares específicos en lugar de recurrir a bombardeos indiscriminados como lo habían hecho otras facciones como Hezb-i Islami. Según el oficial, el 3.er Regimiento desplegado en el área de Darulaman, donde el Cuerpo de Wahdat había basado a su comandante de artillería, así como el área cerca de la Embajada de Rusia donde la División 096 de Wahdat, fueron particularmente atacados por los cohetes de largo alcance. Charasyab, que albergaba la artillería de Hizb-i Islami, Shiwaki, donde se desplegó el departamento de inteligencia y la División Rishkor también fueron atacados, además del aeropuerto Dasht-I Saqawa en la provincia de Laugar.
Con mucho, el peor perpetrador de ataques contra objetivos no militares fueron las fuerzas de Hizb-i Islami. Estos incluyeron ataques contra hospitales y un ataque con bomba contra la sede de la Cruz Roja Internacional. Hubo bombardeos generales indiscriminados a partir de agosto.
En 1994 las fuerzas de Rashid Dostum participaron en bombardeos indiscriminados.

#### Al mismo tiempo en Kandahar
Kandahar estaba lleno de tres comandantes pastunes locales diferentes, Amir Lalai, Gul Agha Sherzai y Mulá Naqib Ullah, que se involucraron en una lucha extremadamente violenta por el poder y que no estaban afiliados al gobierno interino en Kabul. La ciudad acribillada por las balas llegó a ser un centro de anarquía, crimen y atrocidades alimentadas por complejas rivalidades tribales pastunes.

### 1993

#### Enero-febrero
El 3 de enero de 1993, Burhanuddin Rabbani, el líder del Partido Jamiat-i Islami, prestó juramento como presidente. Sin embargo, la autoridad de Rabbani permaneció limitada a sólo una parte de Kabul; el resto de la ciudad permaneció dividida entre facciones rivales de la milicia. El 19 de enero, un alto el fuego de corta duración se rompió cuando las fuerzas de Hezb-i Islami reanudaron los ataques con cohetes contra Kabul desde su base en el sur de la ciudad, supervisada por el comandante Toran Kahlil. Cientos de personas murieron y resultaron heridas, mientras que muchas casas fueron destruidas en este enfrentamiento entre Hizb-i Islami y Jamiat-i Islami.
Se informó de intensos combates alrededor de un puesto de Wahdat ocupado por el comandante Sayid Ali Jan cerca de la escuela de niñas Rabia Balkhi. Lo más notable durante este período fueron los bombardeos de cohetes que comenzarían contra la zona residencial de Afshar. Algunas de estas áreas, como la sede de Wahdat en el Instituto de Ciencias Sociales, se consideraron objetivos militares, un número desproporcionado de cohetes, proyectiles de tanques y morteros cayeron en áreas civiles. Según los informes, numerosos cohetes fueron lanzados desde las líneas del frente controladas por Haider de Tap-I Salaam hacia los hombres de la División 095 bajo Ali Akbar Qasemi. Un ataque durante este tiempo desde Wahdat mató al menos a nueve civiles. Otros bombardeos de cohetes tuvieron lugar el 26 de febrero de 1993, cuando Shura-e Nazar y Hezb-i Islami bombardearon las posiciones del otro. Los civiles fueron las principales víctimas en los combates que mataron a unas 1000 personas antes de que se firmara otro acuerdo de paz el 8 de marzo. Sin embargo, al día siguiente, los cohetes de Hezb-i Islami y Hezb-i Wahdat de Hekmatyar en Kabul dejaron otros 10 muertos.

#### Afshar
La Operación Afshar fue una operación militar de las fuerzas gubernamentales del Estado Islámico de Afganistán de Burhanuddin Rabbani contra las fuerzas Hezbi Islami y Hezb-i Wahdat de Gulbuddin Hekmatyar que tuvo lugar en febrero de 1993. El Hezb-i Wahdat controlado por Irán junto con el Hezb-i Islami de Hekmatyar, respaldado por Pakistán, estaban bombardeando áreas densamente pobladas en Kabul desde sus posiciones en Afshar. Para contrarrestar estos ataques, las fuerzas del Estado Islámico atacaron Afshar para capturar las posiciones de Wahdat, capturar al líder de Wahdat, Abdul Ali Mazari, y consolidar partes de la ciudad controladas por el gobierno. La operación tuvo lugar en un distrito densamente poblado de Kabul, el distrito de Afshar. El distrito de Afshar está situado en las laderas del monte Afshar en el oeste de Kabul. El distrito es predominantemente el hogar del grupo étnico hazara. Las tropas de Ittihad de Abdul Rasul Sayyaf escalaron la operación en un alboroto contra civiles. Tanto las fuerzas de Ittihad como las de Wahdat atacaron severamente a civiles en la guerra. El Ittihad wahabí apoyado por Arabia Saudita estaba apuntando a los chiitas, mientras que el Wahdat controlado por Irán estaba apuntando a los musulmanes sunitas, así como a su propio pueblo.

#### Marzo-diciembre
Bajo el acuerdo de marzo, negociado por Pakistán y Arabia Saudita, Rabbani y Hekmatyar acordaron compartir el poder hasta que se pudieran celebrar elecciones a fines de 1994. La condición de Hekmatyar había sido la renuncia de Massoud como ministro de Defensa. Las partes acordaron un nuevo acuerdo de paz en Jalalabad el 20 de mayo en virtud del cual Massoud acordó renunciar al cargo de ministro de Defensa. Massoud había renunciado para obtener la paz. Hekmatyar al principio aceptó el cargo de primer ministro, pero después de asistir a una sola reunión del gabinete, abandonó Kabul nuevamente comenzando a bombardear Kabul dejando más de 700 muertos en bombardeos, batallas callejeras y ataques con cohetes en Kabul y sus alrededores. Massoud regresó a la posición de ministro de defensa para defender la ciudad contra los ataques con cohetes.

### 1994

#### Enero-junio
La guerra cambió dramáticamente en enero de 1994. Dostum, por diferentes razones, se unió a las fuerzas de Gulbuddin Hekmatyar. Hezb-i Islami, junto con sus nuevos aliados de Wahdat y Junbish-i Milli, lanzaron la campaña Shura Hamaghangi contra las fuerzas de Massoud y el gobierno interino. Durante esto, Hezb-i Islami pudo hacer uso de la fuerza aérea de Junbish tanto para bombardear las posiciones de Jamiat como para reabastecer a sus hombres. Esto llevó a un mayor bombardeo de artillería en nombre de Hezb-i Islami. Hezb-i Islami y Junbish pudieron mantener partes del centro de Kabul durante este tiempo. Las fuerzas junbish fueron particularmente señaladas por cometer saqueos, violaciones y asesinatos. Algunos comandantes como Shir Arab, comandante del 51.er Regimiento, Kasim Jangal Bagh, Ismail Diwaneh («Ismail el Loco») y Abdul Cherikwere particularmente señalados. Según el Proyecto de Justicia del Afganistán, durante este período hasta junio de 1994 murieron 25 000 personas.[cita requerida] Las áreas alrededor de Microraion eran particularmente sangrientas.[cita requerida] Para entonces, la población de Kabul había caído de 2 000 000 durante la época soviética a 500 000 debido a un gran éxodo de Kabul.
Sin embargo, a finales de 1994 Junbish y Dostum estaban a la defensiva, y las fuerzas de Massoud los habían expulsado de la mayoría de sus bastiones. Massoud ganó cada vez más el control de Kabul. Al mismo tiempo, Junbish fue capaz de empujar a Jamiat fuera de Mazar-e Sarif.[cita requerida]

#### Julio-diciembre
En 1994 se produjeron cambios significativos en la forma en que se llevó a cabo la guerra y quién luchó contra qué bando. El movimiento talibán surgió por primera vez en la escena militar en agosto de 1994, con el objetivo declarado de liberar a Afganistán de su actual liderazgo corrupto de señores de la guerra y establecer una sociedad islámica pura. En octubre de 1994, el movimiento talibán había atraído el apoyo de Pakistán, que no estaba contento con el fracasado Hekmatyar, que vio en los talibanes una forma de asegurar las rutas comerciales a Asia Central y establecer un gobierno en Kabul amistoso con sus intereses. Los comerciantes paquistaníes que durante mucho tiempo habían buscado una ruta segura para enviar sus productos a Asia Central se convirtieron rápidamente en algunos de los patrocinadores financieros más fuertes de los talibanes. Los paquistaníes también deseaban que un gobierno estable se afianzara en Afganistán, independientemente de su ideología, con la esperanza de que los 3 millones de afganos que durante 15 años se habían refugiado en Pakistán regresaran a su tierra natal, ya que la población de refugiados se veía cada vez más como una carga.[cita requerida]
En octubre de 1994, una bomba estalló en una ceremonia de boda en Qala Fathullah en Kabul, matando a 70 civiles. No se habían presenciado combates en la zona en varios días, según los informes.
También en octubre de 1994, los talibanes se rebelaron en Kandahar, capturando la ciudad el 5 de noviembre de 1995, y pronto pasaron a capturar la mayor parte del sur.[cita requerida]

### 1995
Los talibanes pronto comenzaron a acercarse a Kabul, capturando Wardak a principios de febrero y Maidshahr, la capital provincial el 10 de febrero de 1995. El 14 de febrero de 1995, Hekmatyar se vio obligado a abandonar sus posiciones de artillería en Char Asiab debido al avance de los talibanes. Por lo tanto, los talibanes pudieron tomar el control de este armamento. En marzo, Massoud lanzó una ofensiva contra Hezb-e Wahdat. Mazari se alió con los talibanes, permitiéndoles entrar en Kabul, aunque muchas de las fuerzas de Wahdat se unieron a Massoud en su lugar. Las fuerzas de Massoud bombardearon fuertemente el oeste de Kabul expulsando a Wahdat. Según otros informes, las fuerzas de Jamiat-e Islami también cometieron violaciones y ejecuciones masivas contra civiles en este período. Los talibanes se retiraron bajo esto, llevándose a Mazari con ellos y arrojándolo desde un helicóptero en ruta a Kandahar. Los talibanes continuaron lanzando ofensivas contra Kabul, utilizando el equipo de Hezbe Islami. Mientras los talibanes se retiraban, se dijo que grandes cantidades de saqueos y saqueos habían tenido lugar en el suroeste de Kabul por las fuerzas bajo Rabbani y Massoud.
En marzo de 1995, las fuerzas de Massoud fueron capaces de expulsar a los talibanes de la zona alrededor de Kabul, y retomar Char Asiab, lo que llevó a un período relativo de calma durante unos meses. La batalla dejó cientos de talibanes muertos y la fuerza sufrió su primera derrota.
En octubre, los talibanes retomaron Char Asiab. Entre el 11 y el 13 de noviembre de 1995, al menos 57 civiles desarmados murieron y más de 150 resultaron heridos cuando cohetes y bombardeos de artillería disparados desde posiciones talibanes al sur de Kabul golpearon las áreas civiles de la ciudad. El 11 de noviembre, 36 civiles murieron cuando más de 170 cohetes y proyectiles alcanzaron áreas civiles. Una salva se estrelló en el mercado de Foruzga. Los cohetes alcanzaron el distrito de Taimani, donde se habían asentado muchas personas de otras partes de Kabul. Otras áreas residenciales afectadas por ataques de artillería y cohetes fueron el distrito de Bagh Bala en el noroeste de Kabul y Wazir Akbar Khan, donde vive gran parte de la pequeña comunidad extranjera de la ciudad.
El 20 de noviembre de 1995, las fuerzas de los talibanes dieron al gobierno un ultimátum de cinco días después del cual reanudarían el bombardeo si Rabbani y sus fuerzas no abandonaban la ciudad. Este ultimátum fue finalmente retirado.
A finales de noviembre y diciembre, más de 150 personas habían muerto en Kabul debido a los repetidos cohetes, bombardeos y bombardeos a gran altitud de la ciudad, según los informes, por parte de las fuerzas talibanes.

### 1996
En septiembre de 1996 los talibanes regresaron para apoderarse de Kabul. En su primera acción, el grupo militante islámico ahorcó públicamente al expresidente, Najibullah, y a su hermano, percibiéndolos como títeres leales a naciones distintas de Afganistán. Todas las instalaciones clave del gobierno parecían estar en manos de los talibanes en cuestión de horas, incluido el palacio presidencial y los ministerios de Defensa, Seguridad y Relaciones Exteriores. Una versión rígidamente estricta de la Sharia fue impuesta a la población.
La milicia de Massoud y otros grupos decidieron retirarse al norte para reducir las bajas civiles. El Frente Islámico Unido para la Salvación de Afganistán, una coalición de varias facciones armadas conocida en los medios de comunicación paquistaníes y occidentales como la "Alianza del Norte", se constituyó en oposición a los talibanes bajo el liderazgo de Massoud.

### Afganistán - la victoria desperdiciada (película documental) de la BBC
(película documental directamente del año 1989 que explica el comienzo de la agitación a seguir)
- Afganistán 1989 en YouTube

### Conversación de Massoud con Hekmatyar (documento original de 1992)
- La conversación en YouTube

### La lucha del comandante Massoud (película documental) de Nagakura Hiromi
(desde 1992, un mes después del colapso del régimen comunista, después de que Hekmatyar fuera repelido a las afueras del sur de Kabul, antes de comenzar el fuerte bombardeo de Kabul con el apoyo de Pakistán)
- Hekmatyar ataca Kabul pero es repelido en YouTube
- Massoud es popular entre las personas que también confían en él para reconstruir su país en YouTube
- Massoud intenta evitar la guerra entre Ittihad y Wahdat en YouTube
- Massoud habla sobre sus convicciones en YouTube

### Hambre hasta la muerte Afganistán (informe documental) por Journeyman Pictures/ABC Australia
(desde marzo de 1996)
- Los talibanes atacan Kabul y Massoud en YouTube

- Datos: Q4871359